# Proyecto de Ley de Retenciones y Creación del Fondo de Redistribución Social
El Proyecto de Ley de Retenciones y Creación del Fondo de Redistribución Social fue anunciado el 17 de junio de 2008 por la Presidenta de Argentina, Cristina Fernández de Kirchner por cadena nacional. De esta forma, lo enviaba al Congreso Nacional con el fin de ratificar la Resolución 125/08 dictada por el ministro de Economía Martín Lousteau y para la creación de un Fondo de Redistribución Social, formado con la recaudación impositiva que excediera el 35 % de las retenciones a la soja y sus derivados.

## Tratamiento del proyecto en la Camára de Diputados

### Entrada del proyecto

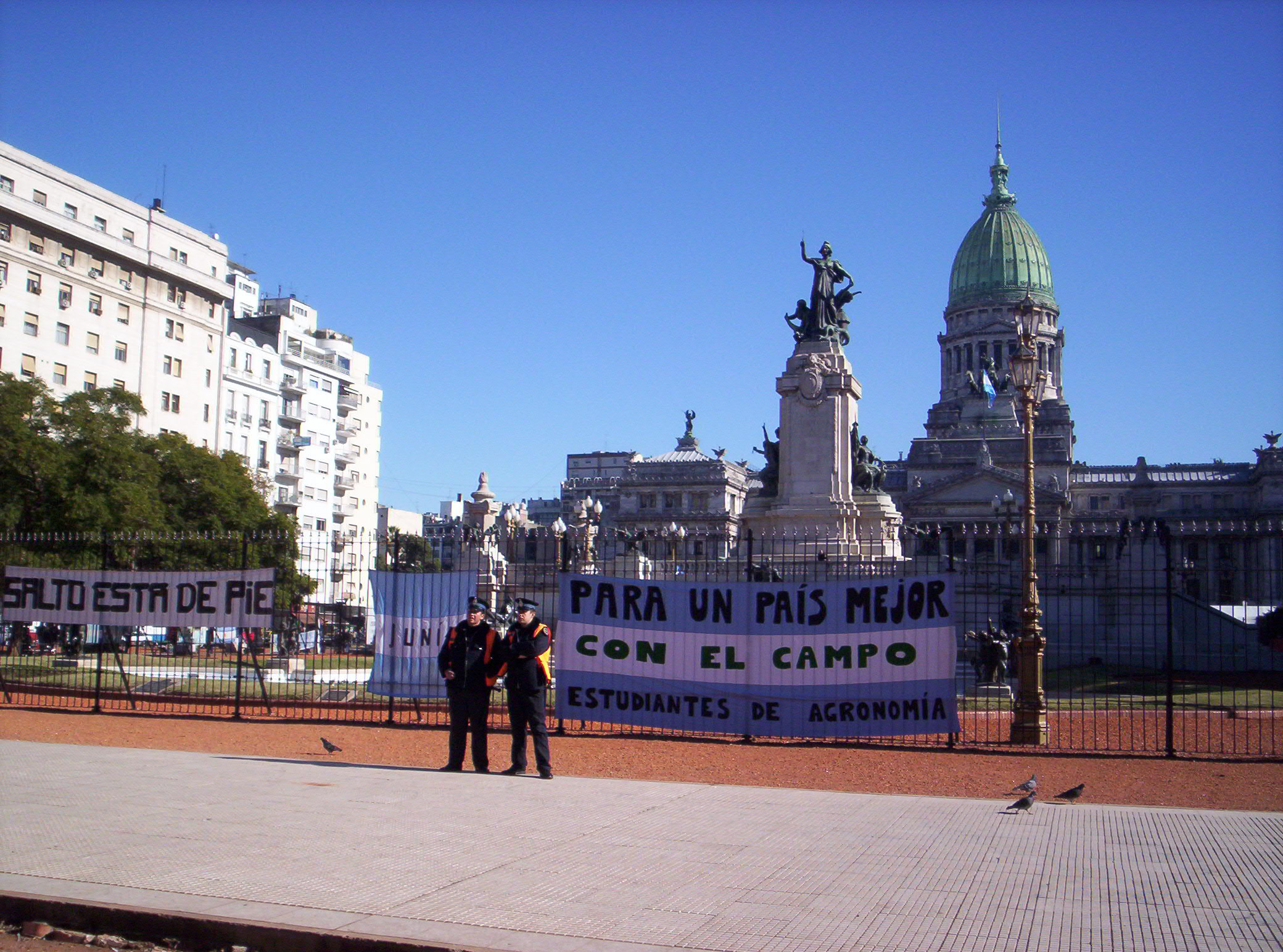
Dos policías custodian la Plaza del Congreso, detrás se pueden ver carteles en apoyo al paro empresarial.

El proyecto de ley fue ingresado a la Cámara de Diputados el mismo día 17 de junio a las 19:55 y con el objetivo de «saldar la discusión política relativa en materia de retenciones, por vía de la actuación del Honorable Congreso de la Nación, requiriendo la ratificación de lo oportunamente dispuesto».
El proyecto fue presentado con una larga serie de considerandos, en los que el Poder Ejecutivo fundamentó la necesidad y oportunidad de la ley y ocho artículos. Los considerandos remiten al compromiso electoral asumido en materia de distribución de los ingresos, el aumento mundial de los precios del petróleo y los alimentos, y las medidas adoptadas por los diferentes países para proteger a su población.
En ese contexto, el proyecto proponía ratificar el sistema de retenciones a la exportación establecido por Resolución 125/08, que dispuso su movilidad siguiendo las fluctuaciones del mercado internacional, a la vez que estableció aumentos para la soja y el girasol y reducciones para el maíz y el trigo, con descuentos adicionales si los granos son exportados con valor agregado. El proyecto también ratificaba las normas modificatorias o complementarias de la Resolución 125/08, como el régimen de compensaciones a pequeños productores de soja o girasol establecido por la Resolución 284/08, y las compensaciones para el transporte de granos oleaginosos (soja y girasol) producidos en las provincias extrapampeanas, dispuesto por Resolución 285/08.
Los artículos 3, 4, 5 y 6 se dedicaban a crear y establecer las bases de funcionamiento del Fondo de Redistribución Social, destinado a financiar hospitales y centros de salud públicos (60 %), viviendas populares (20 %) y caminos rurales (20 %). El fondo propuesto se formaría con el monto recaudado que exceda el 35 %. Por su parte la Presidenta Cristina Fernández convocó para el lunes 23, a las cuatro entidades ruralistas a mantener un diálogo amplio sobre la política agropecuaria. La invitación fue recibida con satisfacción por los dirigentes rurales.
Ante la decisión presidencial, Eduardo Buzzi declaró que «valoramos el gesto democrático de la presidenta de llevar al Parlamento el tema de las retenciones, pero no estamos de acuerdo con el proyecto tal como se envió. Solicitamos que se abra para que se puedan incorporar modificaciones dentro del debate que se dé en el propio Congreso».Ricardo Buryaile, concejal del Pro en Entre Ríos y vicepresidente segundo de Confederaciones Rurales Argentinas declaró que si «el Congreso ratifica las retenciones, debería ser disuelto».
Los organizadores del paro informaron que realizarían "visitas fraternales" a los diputados nacionales a sus casas, 
El método de recurrir a "visitas fraternales" en las casas de los legisladores, fue muy cuestionado por algunos parlamentarios y miembros del Gobierno, como el jefe de Gabinete, atribuyéndole una naturaleza antidemocrática, debido a la forma de presión directa que representa. En tanto se denunció penalmente al presidente de la Sociedad Rural de Río Cuarto, Julio Echenique, como autor intelectual de un violento hecho durante la madrugada  mientras la familia del presidente de la comisión de Agricultura en Diputados, Alberto Cantero, descansaba en su casa, un grupo arrojó pintura blanca sobre la fachada de la vivienda en la ciudad cordobesa de Río Cuarto, al respecto expresó: "Estos intolerantes no aceptan que uno pueda tener una conciencia y una libertad de accionar".  En tanto Mabel, la esposa de Cantero recibió un llamado telefónico a su casa, donde le advertían: La gente del campo está muy caliente, el otro día a su marido lo siguieron hasta Buenos Aires, le querían romper la cabeza. Lo que motivo a un comunicado de sus compañeros de bancada que expresaba: "sucedió es un acto antidemocrático y autoritario, una violación abierta a las normas de convivencia democrática".

### Nuevo récord del precio de la soja: 602.3 dólares estadounidenses
El 1 de julio de 2008, el precio internacional de la soja alcanzó un nuevo récord, valuándose en 596,3 dólares la tonelada de grano.
De este modo, el precio de la soja se puso muy cerca de alcanzar la barrera de los 600 dólares, una situación que formó parte de los argumentos del Gobierno para dictar la Resolución 125/08 y que los ruralistas y algunos especialistas consideraban como poco probable, a comienzos de junio.
El nuevo precio implicaba un aumento del 128 % desde comienzos del año 2007.
Al día siguiente, efectivamente, el precio de la soja superó la barrera de los 600 dólares, al llegar a los u$s 602,3.

### Modificaciones propuestas por la mayoría y minoría del bloque oficialista
La mayoría del bloque oficialista en la Cámara de Diputados, introdujo el 1 de julio una serie de modificaciones al proyecto enviado por el Poder Ejecutivo tiendentes a ampliar la cantidad de pequeños y medianos productores excluidos del sistema de retenciones establecido en la Resolución N.º 125/08. Para ello aumenta la producción a ser tenida cuenta en un 50 % (de 500 a 750 toneladas), incluye a los monotributistas y a los que no sean productores exclusivos de granos, así como a los que posean deudas impositivas. Las reformas también amplían los reintegros por fletes a las zonas más alejadas de los puertos de las provincias de La Pampa, Santa Fe y norte de Córdoba y dispone que los pools de siembra deberán a pagar el impuesto a las ganancias.
En el bloque oficialista sumó parte de otro proyecto alternativo, impulsado por el diputado Felipe Solá y apoyado por otros quince diputados, pertenecientes al grupo de Radicales K y del exgobernador de Entre Ríos, Jorge Busti y del gobernador de Córdoba, Juan Schiaretti que establecía un tope del 55 % para la alícuota marginal en caso de precios internacionales extraordinariamente alto, compensaciones para los propietarios de hasta 3000 ha. Aunque el proyecto de Solá no contó con el apoyo de la mayoría de su bancada, sus impulsores decidieron igualmente presentarlo para su debate en la bicomisión que trata el tema y luego en el plenario de la Cámara.

### Dictamen de comisión y amenazas de paro y cacerolazo
El 3 de julio la bicomisión de Agricultura y Presupuesto de la Cámara de Diputados, realizó los dictámenes de mayoría y minorías, para enviar al recinto los proyectos presentados, con el fin de que ser tratados en la sesión del 4 de julio. Finalmente, la mayoría de la bicomisión apoyó el proyecto oficialista mayoritario (proyecto del PEN con modificaciones). Entre los dictámenes de minoría hubo uno presentado por la UCR, PRO, la Coalición Cívica,[cita requerida] el Partido Socialista y los partidos provinciales, suspendiendo la Resolución N.º 125/08 por 180 días. El sector del oficialismo congregado alrededor del proyecto de Felipe Solá, también presentó su proyecto en minoría.
En el debate de la Cámara también se incluyó un proyecto de Ley de Arrendamientos Rurales presentado por Eduardo Macaluse, diputado del bloque SÍ (ex ARI Autónomo) y otro de Emergencia Agropecuaria.

### Debate en Diputados y nuevas modificaciones
El 4 de julio se inició el debate de los proyectos remitidos por la bicomisión de Agricultura y Presupuesto al plenario de la Cámara de Diputados. Durante el debate, el oficialismo aceptó la incorporación de nuevas reformas al proyecto que recibió el despacho de mayoría en comisión. Estas reformas establecieron las siguientes reglas:
- las retenciones para los productores que exporten menos de 300 toneladas, se reducirán al 30 %, es decir cinco puntos porcentuales menos que las que regían antes de la Resolución N.º 125/08;
- entre 300 y 750 toneladas, las retenciones vuelven al 35 % que regía antes de la Resolución N.º 125/08;
- los productores que exporten entre 750 hasta 1500 toneladas, pagarán 35 % por las primeras 750, y solo abonarán las que establece la Resolución N.º 125/08, por las que excedan ese monto.[21]

### Aprobación del proyecto en Diputados
El 5 de julio la Cámara de Diputados aprobó por 129 votos a favor, 122 en contra y dos abstenciones, el proyecto enviado por el PEN, con varias modificaciones introducidas por el bloque oficialista y parte de los bloques opositores.
El proyecto contaba con 26 artículos divididos en cinco capítulos. En el Capítulo I (arts. 1 y 2), el proyecto ratifica la Resolución N.º 125/08 y declara que -de sancionarse- la ley no afecta las atribuciones que el Código Aduanero le confiere al Poder Ejecutivo Nacional.
En el Capítulo II (arts. 3 a 8), el proyecto establece las compensaciones a pequeños productores de soja y girasol, sin alcanzar a aquellos que arriendan sus tierras sin trabajarlas directamente. Las compensaciones distinguen tres grupos de pequeños productores según el volumen exportado:
- A los que exporten menos de 300 toneladas, se les aplica una tasa de retención del 30 %;
- A los que exporten entre 300 y 750 toneladas, se les aplica una tasa de retención del 35 %;
- A los que exporten hasta 1500 toneladas, se les aplica una tasa de retención del 35 % sobre las primeras 750, abonando por las que excedan ese volumen, la tasa que resulte de la Resolución N.º 125/08.

El sistema se instrumenta a partir de una declaración jurada del productor y el pago debe realizarse antes de 30 días directamente por depósito en la cuenta bancaria del productor. Para recibir compensaciones la operación debió haberse realizado entre el 13 de marzo y el 31 de octubre de 2008.

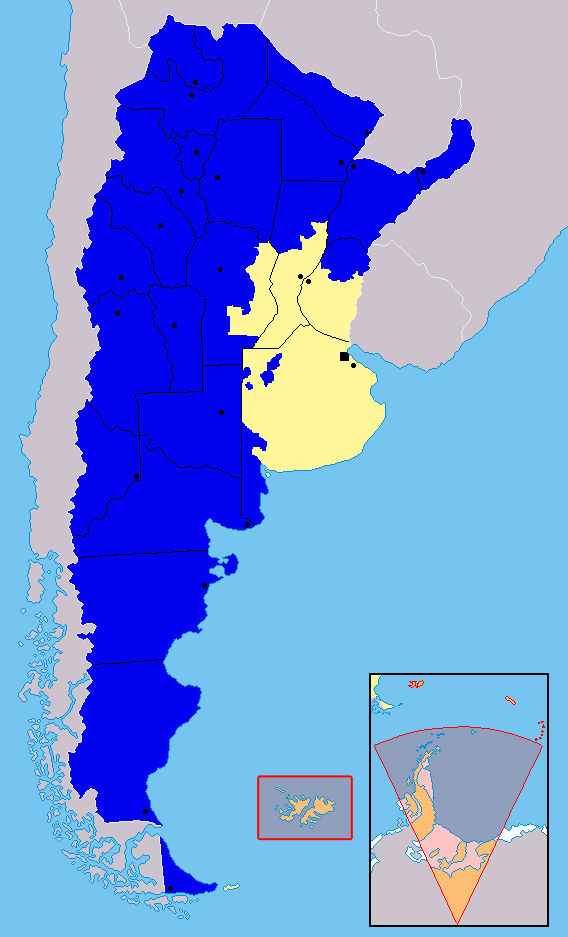
En azul la zona favorecida con compensaciones por transporte de soja y girasol.

En el Capítulo III (arts. 9 a 13), el proyecto establece las compensaciones al transporte de soja y girasol, hasta 750 toneladas, desde todas las provincias que no se encuentran en la región pampeana, así como para la totalidad de las provincias de La Pampa y San Luis y para las siguientes localidades pampeanas:
- Provincia de Buenos Aires: partidos de Lincoln, Rivadavia, Tres Lomas, Pehuajó, Patagones, Villarino, Puán, Saavedra, Tornquist y Adolfo Alsina;
- Provincia de Córdoba: departamentos de Río Seco, Sobremonte, Presidente Roque Sáenz Peña, Río Cuarto, Calamuchita, San Alberto, San Javier, Tulumba, General Roca, Tercero Arriba, Río Primero, Totoral, Río Segundo, Santa María, General San Martín, y Colón;
- Provincia de Entre Ríos: departamentos Feliciano, La Paz, Federal, Concordia, San Salvador, Villaguay y Federación;
- Provincia de Santa Fe: departamentos de General Obligado, Vera, San Cristóbal y Nueve de Julio.

El Capítulo IV (arts. 14 a 19) se refiere a disposiciones comunes del sistema de compensaciones creado en los dos capítulos anteriores, entre los que se incluye la creación de un mecanismo para la realización de los trámites vía Internet.
El Capítulo V (arts. 20 a 23) crea un Fondo de Redistribución Social, formado con las retenciones a la exportación de soja que excedan el 35 %. El fondo tiene como finalidad financiar obras de hospitales y centros de salud (50 %), viviendas populares urbanas y rurales (20 %), caminos rurales (20 %) y fortalecimiento de la agricultura familiar (10 %).
Tanto el Gobierno y los parlamentarios oficialistas, como las entidades ruralistas se mostraron satisfechos con el resultado en la Cámara de Diputados. Aquellos, por la ratificación de la Resolución N.º 125/08 y haber logrado la sanción del proyecto elaborado por el bloque oficialista, y estos, por el correcto funcionamiento de las instituciones y alto apoyo parlamentario que recibió la posición ruralista, así como por la posibilidad de obtener nuevas concesiones en la Cámara de Senadores.

## Costos y márgenes de ganancia de los productores agropecuarios
El 7 de julio de 2008, el diario Página/12 difundió un informe elaborado por la Secretaría de Agricultura sobre la base de datos de la revista especializada Márgenes Agropecuarios, con un detalle sobre los costos y márgenes de ganancia de los productores agropecuarios en cada zona.
El tema, de gran importancia para establecer las tasas de retenciones y el monto de las compensaciones, es uno de los aspectos del conflicto sobre los que menores precisiones existen.
Según el informe, la ganancia de un productor rural de 200 ha en 2008, antes de las reformas introducidas por la Resolución 125/08 era, según la zona, entre un 18 % y un 33 % mayor que la obtenida el año anterior; con las compensaciones del proyecto sancionado en Diputados, la ganancia superaría entre un 63 % y un 83 % la percibida en 2007.
Los ruralistas han sostenido que los productores pequeños y medianos estaban sufriendo grandes pérdidas.
Paralelamente, el Gobierno propuso destinar 1500 millones de pesos (500 millones de dólares) para compensar a los pequeños y medianos empresarios, así como a quienes se encontraran más lejos de los puertos, y fomentar la producción lechera y ganadera, amenazada por la expansión de la soja. Paralelamente se incluyó en el proyecto del ejecutivo devolver parte del dinero recaudado por estas retenciones adicionales unos 1.500 millones entre productores que estén lejos de los puertos, por lo tanto tienen mayor costo de flete, los chacareros de pequeña escala, para los dueños de menos de 100 hectáreas, uno diferencial que para los de 500 y 1.000 hectáreas; y ayudar económicamente a las actividades que compiten con la soja, en especial la lechería y la ganadería.

## Tratamiento del proyecto en el Senado
El viernes 11 de julio las comisiones que trataron el proyecto emitieron tres dictámenes:
1. El dictamen de la mayoría del oficialismo, recomendando sancionar como ley el proyecto aprobado en Diputados;[27]
2. Un dictamen de un sector minoritario del oficialismo encabezado por el senador peronista Carlos Reutemann, similar al aprobado en Diputados, pero reduciendo un poco las alícuotas móviles para la soja, estableciendo alícuotas fijas para el maíz, el trigo y el girasol, extendiendo las compensaciones hasta 1500 tn de soja, aceptando la posibilidad de que una parte de las retenciones pueda ser descontada del impuesto a las ganancias, y desgravando algunos insumos.[28]
3. Otro dictamen de un sector minoritario del oficialismo, los senadores radicales K Pablo Verani y Dora Sánchez, reduciendo y segmentando las alícuotas de las retenciones, según las diferencias entre productores, y eliminando el sistema de compensaciones a los pequeños productores establecido por el proyecto aprobado por los diputados, para crear un fondo especial de promoción agropecuaria y redistribución social, coparticipable entre las provincias.[29]
4. Los bloques opositores (Unión Cívica Radical, Pro, Coalición Cívica, Fuerza Republicana de Tucumán, Partido Renovador de Salta, el peronismo duhaldista, el peronismo de Rodríguez Saa, el Partido Socialista, el bloque juecista presentaron un dictamen recomendando rechazar el proyecto con media sanción de Diputados.[cita requerida]

### Denuncias de golpe y de falta de legitimidad del Gobierno
El 12 de julio de 2008, Alfredo de Ángeli sostuvo que el Gobierno "promueve un golpe porque no sabe cómo arreglar el país". El dirigente rural pidió la renuncia de la presidenta.

La lucha creo que no la terminamos antes de tres años y medio, a menos que renuncie la presidenta y quede Cobos como presidente.
Alfredo De Ángeli ante una asamblea de cooperativistas arroceros en Villa Elisa (provincia de Entre Ríos)

Pocos días antes, Elisa Carrió ―una de las principales dirigentes de la oposición― había acusado a Cobos de formar parte de una conspiración golpista contra la presidenta Fernández, junto con el expresidente Eduardo Duhalde.

### Escraches y presiones a los senadores
Durante el tratamiento del proyecto sobre retenciones en el Senado, algunos senadores fueron objeto de escraches con el fin de presionarlos para que votaran en contra del proyecto del Poder Ejecutivo. Uno de estos escraches fue realizado contra el senador kirchnerista de la provincia de San Luis Luis Daniel Pérsico. probablemente, el más serio fue el escrache sufrido por la madre del senador Emilio Rached, en Santiago del Estero, durante la sesión de votación, que lo habría llevado a cambiar su voto y a producir el empate que terminaría con la derrota del oficialismo.

### Actos
El 15 de julio de 2008, día anterior a la votación en el Senado, tanto la oposición como el oficialismo realizaron sendos actos masivos en Buenos Aires para sostener sus posiciones.
Las cuatro entidades ruralistas organizaron un acto bajo el lema "por un país federal", que se desarrolló en el llamado Monumento de los españoles en Palermo, en el cruce de la avenida Libertador y la avenida Sarmiento, a pocos metros de la sede de la Sociedad Rural Argentina. Al acto asistieron la mayor parte de las fuerzas políticas que se oponen al Gobierno de la presidenta Cristina Fernández de Kirchner, como la Coalición Cívica liderada por Elisa Carrió, el PRO liderado por Mauricio Macri, el peronismo-duhaldismo liderado por Eduardo Duhalde, el peronismo-FREJULI liderado por Adolfo Rodríguez Saa, la Corriente Clasista y Combativa y Partido Comunista Revolucionario, y la nueva central sindical CGT Azul y Blanca liderada por Hugo Barrionuevo. Por su parte, el Partido Socialista, liderado por el gobernador de Santa Fe, decidió no asistir. El acto contó con una asistencia estimada por el diario La Nación en 237.000 personas.
En el acto hablaron los cuatro presidentes organizadores y Alfredo de Ángeli, presidente de la Federación Agraria de Entre Ríos, que se destacó como el líder ruralista más conocido del paro, y que inició la serie de discursos, llamando a no abuchear a la presidenta: «No, no, yo no les permito; es la presidenta de la Nación; a nadie y menos a ella». Eduardo Buzzi cuestionó al Gobierno por favorecer a los «grandes exportadores de granos, las mineras y dos empresas frigoríficas que encima son de capital extranjero»; Mario Llambías anunció que «no nos van a arrodillar, no vamos a aceptar cosas que vayan en contra de la patria y los productos»; Fernando Gioino sostuvo que «llegamos a este punto contentos porque el reclamo llegó al Congreso, se afianzó la democracia y hubo debate»; Luciano Miguens citó a la presidenta que cuando era senadora sostuvo que «acá todos somos representantes de las provincias y no pasa por apoyar o combatir las decisiones del Ejecutivo, pasa por discutir y analizar lo que le conviene al conjunto del país y en especial a las provincias».
El oficialismo realizó el acto en la Plaza del Congreso. Al acto asistieron las distintas fuerzas que integran el kirchnerismo, la Confederación General del Trabajo, recientemente ampliada con la incorporación de los llamados sindicatos "gordos" y liderada por Hugo Moyano, la Central de los Trabajadores Argentinos (CTA), liderada por Hugo Yasky, las Madres de Plaza de Mayo, un sector de los Radicales K, liderado por los gobernadores Miguel Saiz de Río Negro y Gerardo Zamora de Santiago del Estero. Por su parte no asistieron al acto el gobernador de Chubut, Mario Das Neves, ni el vicepresidente Julio Cobos. El acto contó con una asistencia estimada por el diario La Nación en 103 000 personas, y más de 300 000 según otras fuentes.
En ese acto habló como orador el expresidente Néstor Kirchner, quien declaró que el Gobierno «aceptaría el resultado, sea cual sea».

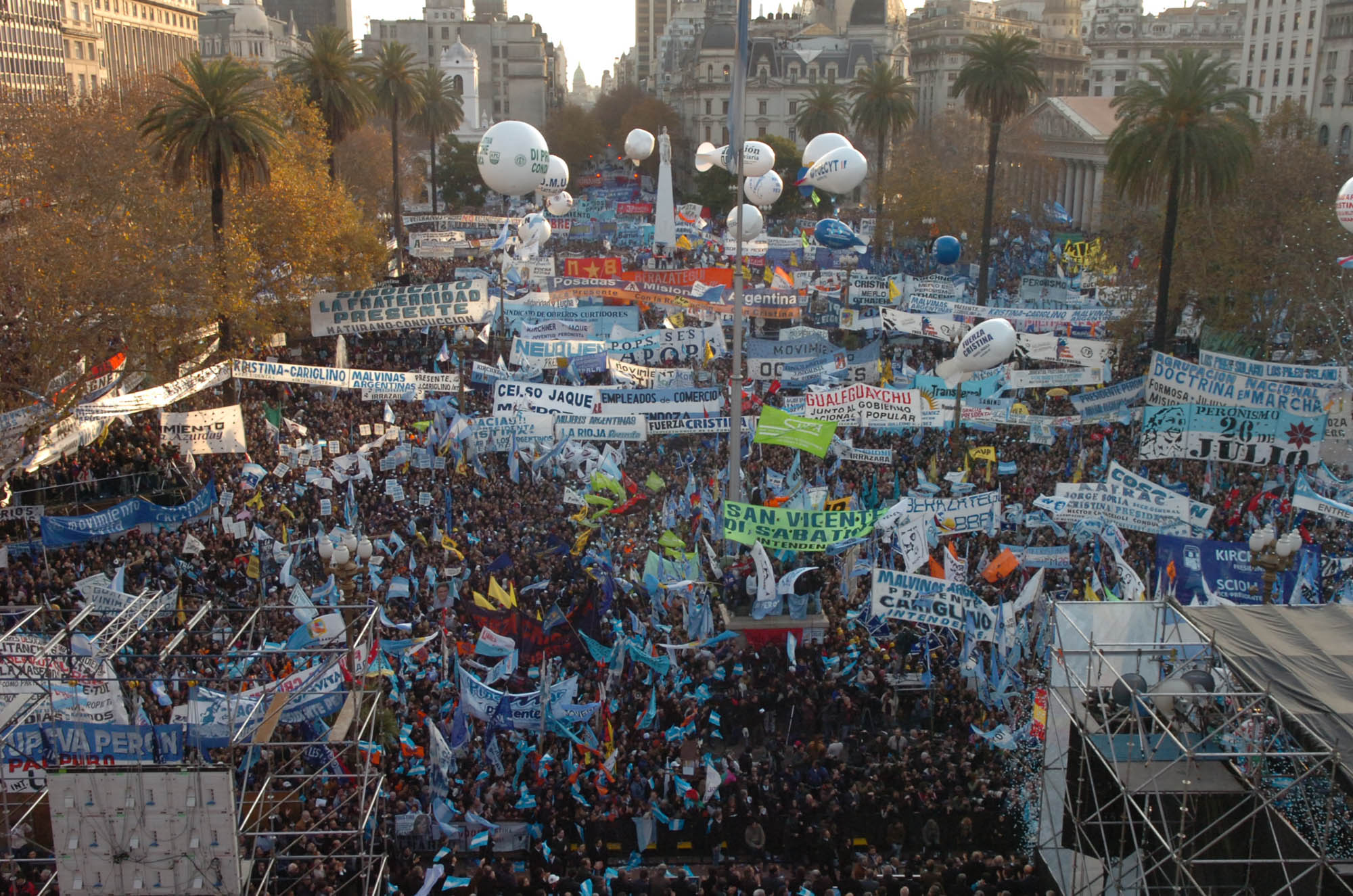
Movilización de apoyo al Gobierno, en Plaza de Mayo, el 18 de junio de 2008.

### Rechazo del proyecto por el Senado
En la madrugada del 17 de julio de 2008, la Cámara de Senadores realizó la votación sobre proyecto de ley sobre retenciones enviado por el Poder Ejecutivo con las modificaciones introducidas en la Cámara de Diputados. La votación terminó con un empate en 36 senadores, que debió entonces ser desempatada por el vicepresidente de la Nación (art. 57 de la Constitución Nacional), quien votó en contra el proyecto del oficialismo. La votación tuvo la característica de que una cantidad sustancial de senadores del oficialismo (13) y el vicepresidente de la Nación, votaron contra el proyecto oficialista,en algunos casos afectados por manifestaciones de opositores frente a sus hogares y de familiares.
El vicepresidente cerró su discurso previo al desempate, con la siguiente frase:

Que la historia me juzgue. Pido perdón si me equivoco. Voto... Mi voto no es positivo, mi voto es en contra.
Julio Cobos

## Acontecimientos posteriores

### Derogación de la Resolución N.º 125/08
El 18 de julio la presidenta de la Nación sancionó el Decreto 1176/08, ordenando al Ministro de Economía, disponer la «limitación» de la Resolución 125/08, restableciendo las resoluciones N.º 368 y N.º 369 del 7 de noviembre de 2007, que se encontraban vigentes antes de la norma derogada, y que establecen retenciones a tasas fijas para los granos exportados (35 % para la soja en grano).
El decreto de la presidenta tiene dos artículos (y uno de forma) donde se ordena al Ministro de Economía derogar la Resolución 125/08, ya que era la autoridad que tomó la medida, y por lo tanto, también a la que le corresponde dejarla sin efecto. En el primer artículo indica las normas que deben ser "limitadas" (término que se utiliza en el Derecho Administrativo para referirse a un acto administrativo que deja sin poder legal a otro o a una autoridad), incluyendo entre ellas las resoluciones 284/08 y 285/08 que establecían compensaciones a los pequeños productores. En el segundo artículo, establece el contenido de la norma que debe reemplazar a la resolución 125/08, indicando que las tasas deben ser «iguales» a las que establecían las resoluciones 368 y 369 de fecha 7 de noviembre de 2007, es decir, las que se encontraban vigentes al 11 de marzo de 2008.
Los dos artículos del decreto 1176/08 dicen:

Artículo 1º.- Instrúyese al señor Ministro de Economía y Producción de la Nación para que en uso de sus facultades limite la vigencia de las resoluciones Nº 125 de fecha 10 de marzo de 2008, su modificatoria 141 de fecha 13 de marzo de 2008, su derogatoria 64 de fecha 30 de mayo de 2008 y sus complementarias 284 y 285 del 18 de abril de 2008.

Artículo 2º.- Instrúyese al señor Ministro de Economía y Producción para que en uso de sus facultades disponga la vigencia de posiciones arancelarias de la Nomenclatura Común del MERCOSUR (N.C.M.) iguales a las dispuestas por las resoluciones ministeriales 368 y 369 de fecha 7 de noviembre de 2007, a partir de la fecha de la publicación en el Boletín Oficial.

Menos de una hora después de anunciarse el decreto presidencial ordenando la derogación de la Resolución 125, el ministro de Economía, Carlos Fernández, firmó tres resoluciones (N.º 180, 181 y 182 de 2008) dando cumplimiento a la orden presidencial, y restableciendo el régimen de retenciones vigente hasta el 11 de marzo, que fijó una tasa del 35 % para la soja, 10 % para el girasol, 25 % para el maíz y 28 % para el trigo.

### Fin del conflicto
La respuesta fue diversa, mientras que el presidente de la Sociedad Rural Argentina, Luciano Miguens, anunció que «este es el fin del conflicto; era simplemente por esta resolución», el presidente de la Federación Agraria Argentina, sostuvo que «con esto no es suficiente; debe haber un tratamiento de distintas retenciones». Por su parte, Mario Llambías, de Confederaciones Rurales Argentinas, cuestionó que el decreto no estableciera un plazo para que el ministro de Economía dictara la resolución. Por su parte, el dirigente Alfredo de Ángeli sostuvo que «la derogación no resuelve nada». A su vez la derogación de la Resolución 125, produjo una inmediata baja del precio de la soja de 558 a 540 dólares (3,22 %).